# Abbots Ripton
Abbots Ripton är en ort och en civil parish i Storbritannien.   Den ligger i distriktet Huntingdonshire i grevskapet Cambridgeshire i riksdelen England, i den sydöstra delen av landet, 100 km norr om huvudstaden London. Abbots Ripton ligger 36 meter över havet och antalet invånare är 309.
Terrängen runt Abbots Ripton är platt. Runt Abbots Ripton är det ganska tätbefolkat, med 179 invånare per kvadratkilometer. Närmaste större samhälle är Huntingdon, 6,2 km söder om Abbots Ripton. Trakten runt Abbots Ripton består till största delen av jordbruksmark.